# Andrew Collier Cameron
Andrew Collier Cameron est un astrophysicien britannique spécialisé dans la découverte et la caractérisation d'exoplanètes. Il est actuellement chef de l'École de physique et d'astronomie à l'Université de St Andrews.

## Intérêts et recherche
Andrew Cameron s'intéresse principalement dans ses recherches aux exoplanètes et aux étoiles froides. Ses recherches concernent ainsi surtout la découverte et la caractérisation d'exoplanètes,.

## Carrière

### Enseignement
Andrew Collier Cameron a enseigné de nombreux cours de cycle prégradué (undergraduate) à tous niveaux au sein de l'École de physique et d'astronomie de l'Université de St Andrews. Il s'occupe actuellement du module d'honneur de 4e niveau en astrophysique observationnelle (4th-level Honours module in Observational Astrophysics) et de la composante de physique stellaire du module d'honneur de 4e niveau « Nébuleuses et étoiles II » (4th-level Honours module Nebulae and Stars II).

### Recherche
Cameron est promu et se voit attribuer une chaire personnelle en 2003,. Il est un des chercheurs cofondateurs du projet WASP (Wide Angle Search of Planets), qui remporte le prix de la réalisation de groupe de la Royal Astronomical Society (en anglais RAS Group Achievement award) en 2010 pour ses découvertese,. Cameron est le co-chercheur principal britannique et président de l'équipe scientifique du projet du spectrographe HARPS-N de Genève/PHYESTA/Harvard/INAF/Belfast et il combine les mesures de vitesse radiale à haute précision à la caractérisation de l'activité des étoiles afin de pousser les limites de détermination de la masse des planètes à des valeurs aussi basses que la masse de la Terre,.
Andrew Cameron est actuellement chef de l'École de physique et d'astronomie à l'Université de St Andrews,.

## Ressources externes
- Liste des publications d'Andrew Collier Cameron sur le site de l'Université de St Andrews.
- Andrew Collier Cameron sur le site de l'Union astronomique internationale.